# Kim Eun-jung (Leichtathletin)
Kim Eun-jung (kor. 김은정; * 20. März 1983) ist eine südkoreanische Marathonläuferin.
2004 und 2005 wurde sie Achte beim Seoul International Marathon. 2006 siegte sie beim Gunsan-Jeonju-Marathon mit persönlicher Bestzeit von 2:35:28 h. 2010 wurde sie Zehnte beim Seoul International Marathon, 2011 gewann sie den JoongAng Seoul Marathon. 